# Daniel Lemos
Daniel Lemos (født 1. maj 1990) er en brasiliansk fodboldspiller.